# Enrique Mathov
Enrique Carlos Mathov (Buenos Aires, 12 de agosto de 1948) es un político y abogado argentino, que se desempeñó como diputado nacional entre 1993 y 1997, y secretario de Seguridad durante la presidencia de Fernando de la Rúa.

## Biografía
Nacido en una familia de origen judío provenientes de Rusia, la suya siempre estuvo ligada a la Unión Cívica Radical. Su padre Arturo era un reconocido dirigente radical del porteño barrio de Barracas. Su simpatía por el partido comenzó de niño, ayudando en las campañas con solo 11 años y afiliándose al mismo a los 14.
Comenzó a estudiar derecho en la Universidad de Buenos Aires hacia 1966; para cuando se recibió decidió pasar un año en un kibutz de Israel en 1973. No tuvo posterior militancia en ninguna agrupación radical; pese a todo, su reconocimiento interno logró que obtuviese la titularidad del Comité Radical porteño, como también lo llevó a ser electo concejal en 1983. El intendente de Buenos Aires, Facundo Suárez Lastra, lo nombró Secretario de Educación en 1987.
En las elecciones legislativas de 1993 fue elegido diputado nacional por la ciudad de Buenos Aires, con mandato hasta 1997. Integró la Comisión Bicameral de Seguimiento de las Actividades de los Organismos de Inteligencia Interior y Seguridad.
Su figura era cercana a Fernando de la Rúa, quien lo nombró ministro de Gobierno de la Ciudad de Buenos Aires en 1998, cuando se desempeñaba como primer Jefe de Gobierno de la Ciudad.
En diciembre de 1999 fue designado secretario de Seguridad por el recién asumido presidente Fernando de la Rúa, bajo dependencia del Ministerio del Interior. En esa función dirigió a las fuerzas de la Policía Federal en su actuación frente a las protestas, marchas, manifestaciones, puebladas, cacerolazos, saqueos y acciones contra los bancos, durante la crisis social y económica del 2001 y el estado de sitio decretado por De la Rúa, durante la cual varias personas resultaron muertas como consecuencia de disparos realizados por policías.
Fue llevado a juicio con otros funcionarios, imputado de abuso de autoridad y violación de deberes de funcionario público, en la investigación de los homicidios de Alberto Márquez, Gastón Riva, Carlos Almirón y Diego Lamagna, la tentativa de homicidio de Martin Galli y Paula Simonetti y las lesiones cometidas en perjuicio de 117 víctimas por agentes policiales.
En su defensa Mathov sostuvo que los funcionarios que dirigieron a los agentes de policía que causaron las muertes y lesiones habían sido el ministro del Interior Ramón Mestre y la jueza federal María Romilda Servini. El tribunal no aceptó su descargo de responsabilidad y lo condenó a cuatro años y nueve meses de prisión por los delitos de homicidio culposo y lesiones culposas. Su responsabilidad penal fue confirmada en tres oportunidades, por la Suprema Corte de la Nación, por la Cámara de Casación, pero ordenando también revistar la pena, la que fue reducida por el Tribunal Oral a cuatro años y tres meses.
A casi 23 años de la represión de diciembre de 2001, la Corte Suprema dejó firmes las condenas a Mathov y Santos. En su fallo, el máximo tribunal declaró “inadmisibles” los recursos extraordinarios que habían sido presentados por las defensas de ambos, por lo que quedaron firmes las penas impuestas tras una revisión de la sentencia en la Cámara Federal de Casación. Mathov y Santos fueron encontrados culpables en 2016 tras un juicio oral en el Tribunal Oral Federal 6 por la muerte de Riva, Almirón y Lamagna. Deberán cumplir las respectivas condenas de 4 años y tres meses de prisión y de 3 años y seis meses.